# Little Women: LA
Little Women: LA es una serie de televisión de telerrealidad estadounidense que se estrenó el 27 de mayo de 2014, en Lifetime. La serie narra la vida de mujeres pequeñas que son amigas que viven en Los Ángeles, California, en sus misiones para vivir la vida al máximo. La quinta temporada se estrenó el 13 de julio de 2016.
El éxito de la serie ha resultado en varias series derivadas, incluyendo Little Women: Terra's Little Family, Little Women: Nueva York, Little Women: Atlanta y Little Women: Dallas.

## Elenco
= Miembro del reparto principal
     = Miembro del reparto recurrente
     = Miembro del reparto invitado
     = Miembro del reparto no aparece en esta temporada.
| Miembros del elenco             | Temporadas | Temporadas | Temporadas | Temporadas | Temporadas | Temporadas | Temporadas | Temporadas |
| Miembros del elenco             | 1          | 2          | 3          | 4          | 5          | 6          | 7          | 8          |
| ------------------------------- | ---------- | ---------- | ---------- | ---------- | ---------- | ---------- | ---------- | ---------- |
| Christy McGinity Gibel          |            |            |            |            |            |            |            |            |
| Elena Gant                      |            |            |            |            |            |            |            |            |
| Terra Jolé                      |            |            |            |            |            |            |            |            |
| Tonya Banks                     |            |            |            |            |            |            |            |            |
| Briana Mason                    |            |            |            |            |            |            |            |            |
| Traci Harrison Tsou             |            |            |            |            |            |            |            |            |
| Jasmine Arteaga Sorge           |            |            |            |            |            |            |            |            |
| Brittney Guzman                 |            |            |            |            |            |            |            |            |
| Miembros recurrentes del elenco |            |            |            |            |            |            |            |            |
| Lila Call                       |            |            |            |            |            |            |            |            |
| Ali                             |            |            |            |            |            |            |            |            |
| Mika Aguilar Winkler            |            |            |            |            |            |            |            |            |
| Autumn                          |            |            |            |            |            |            |            |            |
| Mykesha                         |            |            |            |            |            |            |            |            |

## Episodios
| Temporada | Temporada | Episodios | Episodios | Emisión original      | Emisión original         |
| Temporada | Temporada | Episodios | Episodios | Primera emisión       | Última emisión           |
| --------- | --------- | --------- | --------- | --------------------- | ------------------------ |
|           | 1         | 9         | 9         | 27 de mayo de 2014    | 22 de julio de 2014      |
|           | 2         | 14        | 14        | 1 de enero de 2015    | 1 de abril de 2015       |
|           | 3         | 13        | 13        | 29 de julio de 2015   | 21 de octubre de 2015    |
|           | 4         | 17        | 17        | 27 de enero de 2016   | 18 de mayo de 2016       |
|           | 5         | 19        | 19        | 13 de julio de 2016   | 16 de noviembre de 2016  |
|           | 6         | 30        | 30        | 28 de febrero de 2017 | 13 de septiembre de 2017 |
|           | 7         | 18        | 18        | 21 de marzo de 2018   | 25 de julio de 2018      |
|           | 8         | 18        | 18        | 4 de abril de 2019    | 15 de agosto de 2019     |

### Temporada 1 (2014)
| N.º en serie | N.º en temp. | Título                      | Fecha de emisión original | Audiencia (millones) |
| ------------ | ------------ | --------------------------- | ------------------------- | -------------------- |
| 1            | 1            | «The "M" Word»              | 27 de mayo de 2014        | —                    |
| 2            | 2            | «Little Women, Big Drama»   | 3 de junio de 2014        | 0.90                 |
| 3            | 3            | «Who Do You Think You Are?» | 10 de junio de 2014       | 0.84                 |
| 4            | 4            | «The Ex-Factor»             | 17 de junio de 2014       | 1.18                 |
| 5            | 5            | «Movin' On Up»              | 24 de junio de 2014       | —                    |
| 6            | 6            | «She's Booty-ful»           | 1 de julio de 2014        | 1.08                 |
| 7            | 7            | «Miss-Conception»           | 8 de julio de 2014        | 1.36                 |
| 8            | 8            | «Sinner Takes All»          | 15 de julio de 2014       | 1.27                 |
| 9            | 9            | «Here Comes the Bride»      | 22 de julio de 2014       | 1.20                 |

### Temporada 2 (2015)
| N.º en serie | N.º en temp. | Título                                    | Fecha de emisión original | Audiencia (millones) |
| ------------ | ------------ | ----------------------------------------- | ------------------------- | -------------------- |
| 10           | 1            | «Baby on Board»                           | 1 de enero de 2015        | 1.53                 |
| 11           | 2            | «Mama Drama»                              | 7 de enero de 2015        | 1.06                 |
| 12           | 3            | «Baby Bump»                               | 14 de enero de 2015       | 1.10                 |
| 13           | 4            | «A Little Fired Up»                       | 21 de enero de 2015       | 1.11                 |
| 14           | 5            | «Stage Fight»                             | 28 de enero de 2015       | 1.18                 |
| 15           | 6            | «The Ex-Files»                            | 4 de febrero de 2015      | 1.29                 |
| 16           | 7            | «Pain in the Butt»                        | 11 de febrero de 2015     | 1.38                 |
| 17           | 8            | «Into The Woods»                          | 18 de febrero de 2015     | 1.23                 |
| 18           | 9            | «Home Wreckers»                           | 25 de febrero de 2015     | 1.14                 |
| 19           | 10           | «Little Women, Big Easy»                  | 4 de marzo de 2015        | 1.19                 |
| 20           | 11           | «New Orleans, New Engagement?»            | 11 de marzo de 2015       | 1.17                 |
| 21           | 12           | «Friendtervention»                        | 18 de marzo de 2015       | 1.34                 |
| 22           | 13           | «Little Women: LA Reunion Special Part 1» | 25 de marzo de 2015       | 1.13                 |
| 23           | 14           | «Little Women: LA Reunion Special Part 2» | 1 de abril de 2015        | 1.21                 |

### Temporada 3 (2015)
| N.º en serie | N.º en temp. | Título                     | Fecha de emisión original | Audiencia (millones) |
| ------------ | ------------ | -------------------------- | ------------------------- | -------------------- |
| 24           | 1            | «LA Safari»                | 29 de julio de 2015       | 1.31                 |
| 25           | 2            | «Big Secrets»              | 5 de agosto de 2015       | 1.13                 |
| 26           | 3            | «Seattle or Bust»          | 12 de mayo de 2015        | 1.18                 |
| 27           | 4            | «A Group Divided»          | 19 de agosto de 2015      | 1.32                 |
| 28           | 5            | «Love and War»             | 26 de agosto de 2015      | 1.56                 |
| 29           | 6            | «Working Girls»            | 2 de septiembre de 2015   | 1.32                 |
| 30           | 7            | «Friendship on the Rocks»  | 9 de septiembre de 2015   | 1.30                 |
| 31           | 8            | «No Pain, No Gain»         | 16 de septiembre de 2015  | 1.24                 |
| 32           | 9            | «Off to the Races»         | 23 de septiembre de 2015  | 0.93                 |
| 33           | 10           | «Bachelorette or Burst»    | 30 de septiembre de 2015  | 0.99                 |
| 34           | 11           | «Truth and Lies»           | 7 de octubre de 2015      | 1.05                 |
| 35           | 12           | «Hawaiian Couples Retreat» | 14 de octubre de 2015     | 1.07                 |
| 36           | 13           | «Big Vow Renewal»          | 21 de octubre de 2015     | 1.05                 |

### Temporada 4 (2016)
| N.º en serie | N.º en temp. | Título                        | Fecha de emisión original | Audiencia (millones) |
| ------------ | ------------ | ----------------------------- | ------------------------- | -------------------- |
| 37           | 1            | «MotoCrossed»                 | 27 de enero de 2016       | 1.26                 |
| 38           | 2            | «Beauty Brawl»                | 3 de febrero de 2016      | 1.34                 |
| 39           | 3            | «Sour Apples»                 | 10 de febrero de 2016     | 1.41                 |
| 40           | 4            | «Oh Baby!»                    | 17 de febrero de 2016     | 1.33                 |
| 41           | 5            | «Couples Party Catastrophe»   | 24 de febrero de 2016     | 1.45                 |
| 42           | 6            | «Special Pizza Delivery»      | 2 de marzo de 2016        | 1.62                 |
| 43           | 7            | «Hostile Housewarming»        | 9 de marzo de 2016        | 1.42                 |
| 44           | 8            | «Cancun or Bust»              | 16 de marzo de 2016       | 1.36                 |
| 45           | 9            | «The Party Continues»         | 23 de marzo de 2016       | 1.50                 |
| 46           | 10           | «Crossing the Line»           | 30 de marzo de 2016       | 1.22                 |
| 47           | 11           | «Media Frenzy»                | 6 de abril de 2016        | 1.06                 |
| 48           | 12           | «Ride or Die Wedding»         | 13 de abril de 2016       | 1.13                 |
| 49           | 13           | «Baby Showers and Blindsides» | 20 de abril de 2016       | 1.43                 |
| 50           | 14           | «Reunion Part 1»              | 27 de abril de 2016       | —                    |
| 51           | 15           | «Reunion Part 2»              | 4 de mayo de 2016         | 1.31                 |
| 52           | 16           | «Matt and Briana - Part 1»    | 11 de mayo de 2016        | 1.04                 |
| 53           | 17           | «Matt and Briana - Part 2»    | 18 de mayo de 2016        | 0.98                 |

### Temporada 5 (2016)
| N.º en serie | N.º en temp. | Título                     | Fecha de emisión original | Audiencia (millones) |
| ------------ | ------------ | -------------------------- | ------------------------- | -------------------- |
| 54           | 1            | «Spa Day Sparring»         | 13 de julio de 2016       | 1.13                 |
| 55           | 2            | «Drama & Drag Queens»      | 20 de julio de 2016       | 1.20                 |
| 56           | 3            | «Lost and Found»           | 27 de julio de 2016       | 1.46                 |
| 57           | 4            | «Twins and Tears»          | 3 de agosto de 2016       | 1.45                 |
| 58           | 5            | «Deconstructive Criticism» | 10 de agosto de 2016      | 1.42                 |
| 59           | 6            | «Tough as Nails»           | 17 de agosto de 2016      | 1.38                 |
| 60           | 7            | «Wild West Showdown»       | 24 de agosto de 2016      | 1.50                 |
| 61           | 8            | «Pre-Pop Party»            | 31 de agosto de 2016      | 1.49                 |
| 62           | 9            | «Murder She Wrote»         | 7 de septiembre de 2016   | 1.64                 |
| 63           | 10           | «Plastic Problems»         | 14 de septiembre de 2016  | 1.57                 |
| 64           | 11           | «Birthday Blowout»         | 21 de septiembre de 2016  | 1.41                 |
| 65           | 12           | «Belly Dance Battle»       | 28 de septiembre de 2016  | 1.45                 |
| 66           | 13           | «Terra's Growing Family»   | 5 de octubre de 2016      | 1.47                 |
| 67           | 14           | «Name Game»                | 12 de octubre de 2016     | 1.55                 |
| 68           | 15           | «High Stakes Friendship»   | 19 de octubre de 2016     | 1.36                 |
| 69           | 16           | «Playing With Fire»        | 26 de octubre de 2016     | 1.34                 |
| 70           | 17           | «Sail Away»                | 2 de noviembre de 2016    | 1.23                 |
| 71           | 18           | «Reunion, Part 1»          | 9 de noviembre de 2016    | 1.07                 |
| 72           | 19           | «Reunion, Part 2»          | 16 de noviembre de 2016   | 1.18                 |

### Temporada 6 (2017)
| N.º en serie | N.º en temp. | Título                                 | Fecha de emisión original | Audiencia (millones) |
| ------------ | ------------ | -------------------------------------- | ------------------------- | -------------------- |
| 73           | 1            | «Ballroom Blitz»                       | 28 de febrero de 2017     | 0.91                 |
| 74           | 2            | «Tough Crowd»                          | 7 de marzo de 2017        | 0.88                 |
| 75           | 3            | «Things Fall Apart»                    | 14 de marzo de 2017       | 0.99                 |
| 76           | 4            | «On Thin Ice»                          | 21 de marzo de 2017       | 0.95                 |
| 77           | 5            | «The Girl Who Cried Divorce»           | 28 de marzo de 2017       | 1.06                 |
| 78           | 6            | «Vision Quest»                         | 4 de abril de 2017        | 0.95                 |
| 79           | 7            | «Big Little Lies»                      | 4 de abril de 2017        | 1.01                 |
| 80           | 8            | «March Madness»                        | 11 de abril de 2017       | 0.97                 |
| 81           | 9            | «Bringing Sexy Back»                   | 18 de abril de 2017       | 0.93                 |
| 82           | 10           | «Model Behavior»                       | 25 de abril de 2017       | 0.92                 |
| 83           | 11           | «Shady Business»                       | 2 de mayo de 2017         | 1.01                 |
| 84           | 12           | «Baptism Blowout»                      | 9 de mayo de 2017         | 1.02                 |
| 85           | 13           | «Fractured Friendships»                | 16 de mayo de 2017        | 0.94                 |
| 86           | 14           | «Big Trouble, Little Video»            | 23 de mayo de 2017        | 0.88                 |
| 87           | 15           | «Fierce Fight»                         | 31 de mayo de 2017        | 1.10                 |
| 88           | 16           | «Warrior Dash»                         | 7 de junio de 2017        | 1.10                 |
| 89           | 17           | «Alaska Adventure»                     | 14 de junio de 2017       | 1.12                 |
| 90           | 18           | «Interventions and Infidelity»         | 21 de junio de 2017       | 1.04                 |
| 91           | 19           | «Crazy in Love»                        | 28 de junio de 2017       | 1.22                 |
| 92           | 20           | «'80s Prom»                            | 5 de julio de 2017        | 1.09                 |
| 93           | 21           | «Season 6 Reunion: Part 1»             | 12 de julio de 2017       | 1.17                 |
| 94           | 22           | «Season 6 Reunion: Part 2»             | 19 de julio de 2017       | 1.16                 |
| 95           | 23           | «Couples Retreat: Trouble in Paradise» | 26 de julio de 2017       | 0.87                 |
| 96           | 24           | «Couples Retreat: Express Yourself»    | 2 de agosto de 2017       | 1.14                 |
| 97           | 25           | «Couples Retreat: Breakfast Beef»      | 9 de agosto de 2017       | 0.80                 |
| 98           | 26           | «Couples Retreat: Don't Poke the Bear» | 16 de agosto de 2017      | 0.88                 |
| 99           | 27           | «Couples Retreat: Busting Up»          | 23 de agosto de 2017      | 0.98                 |
| 100          | 28           | «Couples Retreat: Twin Explosions»     | 30 de agosto de 2017      | 0.93                 |
| 101          | 29           | «Couples Retreat: Flight or Fight»     | 6 de septiembre de 2017   | 0.85                 |
| 102          | 30           | «Couples Retreat: Girls on Top»        | 13 de septiembre de 2017  | 0.86                 |

### Temporada 7 (2018)
| N.º en serie | N.º en temp. | Título                       | Fecha de emisión original | Audiencia (millones) |
| ------------ | ------------ | ---------------------------- | ------------------------- | -------------------- |
| 103          | 1            | «Lucky 7»                    | 21 de marzo de 2018       | 0.79                 |
| 104          | 2            | «The Boss is Back»           | 28 de marzo de 2018       | 0.71                 |
| 105          | 3            | «The Blame Game»             | 4 de abril de 2018        | 0.75                 |
| 106          | 4            | «Sour Grapes»                | 11 de abril de 2018       | 0.70                 |
| 107          | 5            | «Injections And Rejections»  | 18 de abril de 2018       | 0.79                 |
| 108          | 6            | «Backstabbing Beauties»      | 25 de abril de 2018       | 0.82                 |
| 109          | 7            | «Sober Celebration»          | 2 de mayo de 2018         | 0.70                 |
| 110          | 8            | «Sundae Funday»              | 9 de mayo de 2018         | 0.64                 |
| 111          | 9            | «Lil Panty Droppers»         | 16 de mayo de 2018        | 0.77                 |
| 112          | 10           | «Get Happy»                  | 23 de mayo de 2018        | 0.64                 |
| 113          | 11           | «The Ultimatum»              | 30 de mayo de 2018        | 0.76                 |
| 114          | 12           | «Stage Fright And Heartache» | 6 de junio de 2018        | 0.73                 |
| 115          | 13           | «Extreme Therapy»            | 13 de junio de 2018       | 0.76                 |
| 116          | 14           | «Welcome to Solvang»         | 20 de junio de 2018       | 0.70                 |
| 117          | 15           | «Sideways in Solvang»        | 27 de junio de 2018       | 0.75                 |
| 118          | 16           | «Kicking And Screaming»      | 11 de julio de 2018       | 0.80                 |
| 119          | 17           | «Beauty And The Booze»       | 18 de julio de 2018       | 0.72                 |
| 120          | 18           | «Sins And The City»          | 25 de julio de 2018       | 0.80                 |